# Feather
«Feather» es una canción de la cantante y escritora estadounidense Sabrina Carpenter de "Emails I Can't Send Fwd:", la edición deluxe de su quinto álbum de estudio, Emails I Can't Send (2022). Carpenter escribió la canción con la compositora Amy Allen y su productor, John Ryan . 
"Feather", es una pista post-ruptura que celebra la libertad y el alivio que uno siente al terminar una relación y deshacerse de su peso. Los críticos musicales elogiaron la producción de "Feather" y consideraron que era una canción comercial memorable. 
Mia Barnes dirigió el video musical de temática inspirada en el terror para "Feather", que se lanzó en Halloween en 2023. Representa a varios hombres que acosan a Carpenter muriendo mientras ella baila en su funeral conjunto en la iglesia parroquial de Nuestra Señora del Monte Carmelo/Anunciación . El video recibió crítica positiva, pero causó controversia cuando el obispo católico de Brooklyn emitió una declaración en la que decía que estaba "horrorizado" por las escenas de la iglesia y suspendió al sacerdote que permitió que se filmaran. 
En Estados Unidos, la canción alcanzó el puesto número 21 en el Billboard Hot 100 y se convirtió en la primera de Carpenter en llegar al top 40, es también su canción que más tiempo ha permanecido en el ranking hasta el momento. También fue su primer número uno en la lista Pop Airplay . La canción alcanzó el top 20 en Honduras, Letonia, Malasia, Singapur y el Reino Unido, y recibió certificaciones multiplatino en Australia y Brasil.
Carpenter interpretó la canción en el pre-show de los MTV Video Music Awards de 2023 y en el Dick Clark's New Year's Rockin' Eve de 2023. Lo incluyó en su lista de canciones para el Emails I Can't Send Tour, el Eras Tour y el KIIS-FM Jingle Ball 2023.

## Listas
Listas Semanales
| Listas (2023-2024)                           | Posición más alta |
| -------------------------------------------- | ----------------- |
| Australia (ARIA)                             | 23                |
| Billboard Global 200 (Billboard)             | 43                |
| Canadá (Canadian Hot 100)                    | 25                |
| Canadá AC (Billboard)                        | 20                |
| Canadá CHR/Top 40 (Billboard)                | 2                 |
| Canadá Hot AC (Billboard)                    | 5                 |
| Comunidad de Estados Independientes (Tophit) | 117               |
| Estados Unidos (Adult Contemporary)          | 15                |
| Estados Unidos (Adult Pop Airplay)           | 4                 |
| Estados Unidos (Billboard Hot 100)           | 21                |
| Estados Unidos (Dance/Mix Show Airplay)      | 11                |
| Estados Unidos (Pop Airplay)                 | 1                 |
| Filipinas Hot 100 (Billboard)                | 48                |
| Honduras (Monitor Latino)                    | 14                |
| Irlanda (IRMA)                               | 25                |
| Latvia Airplay (LAIPA)                       | 16                |
| Malaysia International (RIM)                 | 18                |
| Nueva Zelanda (Recorded Music NZ)            | 40                |
| Países Bajos (Single Tip)                    | 26                |
| Portugal (AFP)                               | 119               |
| Singapur (RIAS)                              | 14                |
| UK Singles Chart (OCC)                       | 19                |